# Comité national de l'organisation française
 (octobre 2021).
Si vous disposez d'ouvrages ou d'articles de référence ou si vous connaissez des sites web de qualité traitant du thème abordé ici, merci de compléter l'article en donnant les références utiles à sa vérifiabilité et en les liant à la section « Notes et références ».
Le Comité national de l'organisation française (CNOF) est un organisme professionnel français spécialisé dans la réflexion sur l'organisation du travail.

## Historique
Cet organisme est créé en 1926 par la fusion du Centre d'Études Administratives (C.E.A.) et de la Conférence pour l'Organisation Française (C.O.F.). Il devient la branche française du Comité international de l'Organisation scientifique du Travail (C.I.O.S.T.), installé à Prague.
Son premier président sera Charles de Fréminville (1856-1936), directeur technique des usines Panhard. À partir de 1929, un de ses principaux animateurs est l'ingénieur Jean Coutrot.
De 1938 à 1942, le Bureau des temps élémentaires germe au sein du CNOF avant de s'en détacher pour devenir une association loi de 1901.
De 1952 à 1957, il est présidé par le comte Pierre Baruzy. Son fils, Jacques, en est le délégué général dans les années 1960.
Dans les années 1990, le président du CNOF sera Jean Mattéoli, président du Conseil économique et social, et son secrétaire général, Alain Besnard. Sa principale activité est alors la formation professionnelle de cadres d'entreprises.
En 1997, le CNOF est racheté par l'IFG.